# A New Stereophonic Sound Spectacular
 (mai 2013).
Si vous disposez d'ouvrages ou d'articles de référence ou si vous connaissez des sites web de qualité traitant du thème abordé ici, merci de compléter l'article en donnant les références utiles à sa vérifiabilité et en les liant à la section « Notes et références ».
Albums de Hooverphonic
Blue Wonder Power Milk
A New Stereophonic Sound Spectacular est le premier album studio du groupe Hooverphonic, sorti dans les bacs le 29 juillet 1996. Cet album est le seul sur lequel Liesje Sadonius posa sa voix. Un an à peine après sa publication, l'une de leurs chansons, 2Wicky, se trouve dans la bande son du film Beauté volée de Bernardo Bertolucci ainsi que de Souviens-toi... l'été dernier de Jim Gillespie.
15 ans après la sortie de l'album le groupe décide de rééditer l'album accompagné de deux CD, le premier comportant la version originale de la chanson "Plus Profond" qui utilise un sample de John Barry, ainsi que 4 versions démos chantées par Esther Lybeert, un instrumental et deux versions live. Le second CD comporte quant à lui tous les remix des singles extraits de l'album.

## A New Stereophonic Sound Spectacular
| 1.    | Inhaler      | Alex Callier; Raymond Geerts                                            | 5:11 |
| 2.    | 2Wicky       | Alex Callier; Raymond Geerts; Burt Bacharach; Henry David; Pierre Henry | 4:44 |
| 3.    | Wardrope     | Alex Callier; Raymond Geerts                                            | 4:31 |
| 4.    | Plus Profond | Alex Callier                                                            | 4:24 |
| 5.    | Barabas      | Alex Callier                                                            | 3:50 |
| 6.    | Cinderella   | Alex Callier; Raymond Geerts; Frank Duchêne; Liesje Sadonius            | 3:52 |
| 7.    | Nr. 9        | Alex Callier                                                            | 3:38 |
| 8.    | Sarangi      | Alex Callier                                                            | 4:16 |
| 9.    | Someone      | Alex Callier; Raymond Geerts; Frank Duchêne; Liesje Sadonius            | 4:11 |
| 10.   | Revolver     | Alex Callier                                                            | 3:54 |
| 11.   | Innervoice   | Alex Callier; Raymond Geerts                                            | 4:34 |
| 47:19 |              |                                                                         |      |

| Rarities (Re-release 2011) | Rarities (Re-release 2011)        | Rarities (Re-release 2011)                                   | Rarities (Re-release 2011) | Rarities (Re-release 2011) | Rarities (Re-release 2011) | Rarities (Re-release 2011) | Rarities (Re-release 2011) | Rarities (Re-release 2011) | Rarities (Re-release 2011) |
| No                         | Titre                             | Auteur                                                       | Durée                      |                            |                            |                            |                            |                            |                            |
| -------------------------- | --------------------------------- | ------------------------------------------------------------ | -------------------------- | -------------------------- | -------------------------- | -------------------------- | -------------------------- | -------------------------- | -------------------------- |
| 1.                         | Plus Profond (Original Version)   | Alex Callier; John Barry                                     | 3:58                       |                            |                            |                            |                            |                            |                            |
| 2.                         | Inhaler (Demo)                    | Alex Callier; Raymond Geerts                                 | 5:09                       |                            |                            |                            |                            |                            |                            |
| 3.                         | Cinderella (Demo)                 | Alex Callier; Raymond Geerts; Frank Duchêne; Liesje Sadonius | 3:24                       |                            |                            |                            |                            |                            |                            |
| 4.                         | Nr. 9 (Demo)                      | Alex Callier                                                 | 3:48                       |                            |                            |                            |                            |                            |                            |
| 5.                         | Revolver (Demo)                   | Alex Callier                                                 | 3:24                       |                            |                            |                            |                            |                            |                            |
| 6.                         | Instrumental                      | Alex Callier                                                 | 5:17                       |                            |                            |                            |                            |                            |                            |
| 7.                         | Inhaler (Live at Studio Brussels) | Alex Callier; Raymond Geerts                                 | 3:47                       |                            |                            |                            |                            |                            |                            |
| 8.                         | Someone (Live at Studio Brussels) | Alex Callier; Raymond Geerts; Frank Duchêne; Liesje Sadonius | 3:12                       |                            |                            |                            |                            |                            |                            |
| 32:02                      |                                   |                                                              |                            |                            |                            |                            |                            |                            |                            |

| Remixes (Re-release 2011) | Remixes (Re-release 2011)                         | Remixes (Re-release 2011)                                               | Remixes (Re-release 2011) | Remixes (Re-release 2011) | Remixes (Re-release 2011) | Remixes (Re-release 2011) | Remixes (Re-release 2011) | Remixes (Re-release 2011) | Remixes (Re-release 2011) |
| No                        | Titre                                             | Auteur                                                                  | Durée                     |                           |                           |                           |                           |                           |                           |
| ------------------------- | ------------------------------------------------- | ----------------------------------------------------------------------- | ------------------------- | ------------------------- | ------------------------- | ------------------------- | ------------------------- | ------------------------- | ------------------------- |
| 1.                        | 2Wicky (DJ Pulse Remix)                           | Alex Callier; Raymond Geerts; Burt Bacharach; Henry David; Pierre Henry | 6:24                      |                           |                           |                           |                           |                           |                           |
| 2.                        | 2Wicky (DJ Pulse Dub)                             | Alex Callier; Raymond Geerts; Burt Bacharach; Henry David; Pierre Henry | 6:24                      |                           |                           |                           |                           |                           |                           |
| 3.                        | 2Wicky (No So Extended Hoovering Mix)             | Alex Callier; Raymond Geerts; Burt Bacharach; Henry David; Pierre Henry | 3:42                      |                           |                           |                           |                           |                           |                           |
| 4.                        | 2Wicky (Steve Hillier Version)                    | Alex Callier; Raymond Geerts; Burt Bacharach; Henry David; Pierre Henry | 6:47                      |                           |                           |                           |                           |                           |                           |
| 5.                        | Inhaler (Drum 'n' Orch Remix)                     | Alex Callier; Raymond Geerts                                            | 4:27                      |                           |                           |                           |                           |                           |                           |
| 6.                        | Inhaler (Mr Pink Remix)                           | Alex Callier; Raymond Geerts                                            | 5:47                      |                           |                           |                           |                           |                           |                           |
| 7.                        | Inhaler (Mr Brown Remix)                          | Alex Callier; Raymond Geerts                                            | 6:47                      |                           |                           |                           |                           |                           |                           |
| 8.                        | Inhaler (CJ's Multicolored Rhythm Injection Edit) | Alex Callier; Raymond Geerts                                            | 3:38                      |                           |                           |                           |                           |                           |                           |
| 9.                        | Inhaler (CJ's Multicolored Rhythm Injection)      | Alex Callier; Raymond Geerts                                            | 6:08                      |                           |                           |                           |                           |                           |                           |
| 10.                       | Wardrope (Jungle Remix)                           | Alex Callier; Raymond Geerts                                            | 5:49                      |                           |                           |                           |                           |                           |                           |
| 55:54                     |                                                   |                                                                         |                           |                           |                           |                           |                           |                           |                           |

## Musiciens
- Liesje Sadonius - Chants
- Raymond Geerts - Guitares et respirations
- Frank Duchêne - Ingénieries et claviers
- Alex Callier - Programmations et claviers

Musiciens additionnels :
- Eric Bosteels - Batterie sur les titres 1, 7, 8, 10 et 11
- Stefan Bracoval - Solo de flûte sur le titre 3
- Ursi Vanderherten - Phrase en français sur le titre 4
- Charlotte Van de Perre - Phrase en espagnol sur le titre 6
- Sven Muller - Basse sur le titre 6